# Проспект (Огайо)
Проспект (англ. Prospect) — селище (англ. village) в США, в окрузі Меріон штату Огайо. Населення — 1067 осіб (2020).

## Географія
Проспект розташований за координатами 40°27′14″ пн. ш. 83°11′5″ зх. д. / 40.45389° пн. ш. 83.18472° зх. д. (40.453917, -83.184804).  За даними Бюро перепису населення США в 2010 році селище мало площу 1,87 км², уся площа — суходіл.

## Демографія
Згідно з переписом 2010 року, у селищі мешкало 1112 осіб у 453 домогосподарствах у складі 304 родин. Густота населення становила 593 особи/км².  Було 494 помешкання (264/км²).
Расовий склад населення:
| - 98,1 % — білих - 0,3 % — чорних або афроамериканців - 0,2 % — азіатів |

До двох чи більше рас належало 1,1 %. Частка іспаномовних становила 1,3 % від усіх жителів.
За віковим діапазоном населення розподілялося таким чином: 25,5 % — особи молодші 18 років, 62,4 % — особи у віці 18—64 років, 12,1 % — особи у віці 65 років та старші. Медіана віку мешканця становила 37,5 року. На 100 осіб жіночої статі у селищі припадало 100,0 чоловіків;  на 100 жінок у віці від 18 років та старших — 103,4 чоловіків також старших 18 років.
Середній дохід на одне домашнє господарство  становив 59 841 долар США (медіана — 48 977), а середній дохід на одну сім'ю — 62 552 долари (медіана — 57 857). Медіана доходів становила 41 481 долар для чоловіків та 36 488 доларів для жінок. За межею бідності перебувало 6,3 % осіб, у тому числі 6,8 % дітей у віці до 18 років та 0,0 % осіб у віці 65 років та старших.
Цивільне працевлаштоване населення становило 515 осіб. Основні галузі зайнятості: освіта, охорона здоров'я та соціальна допомога — 28,0 %, виробництво — 21,7 %, будівництво — 9,5 %, роздрібна торгівля — 8,2 %.